# زبان فریسی ساترلند

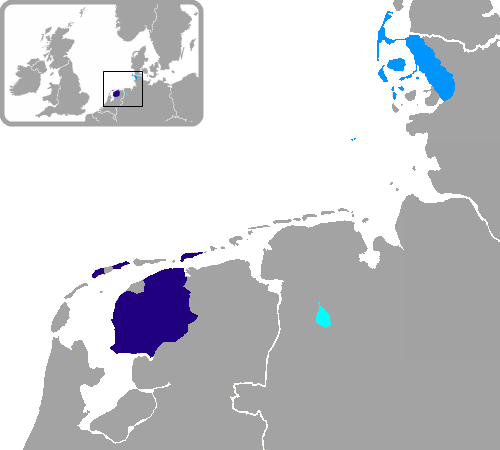
فریسی غربی
فریسی شمالی
فریسی ساترلند

فریزی ساترلند (یا ساتر-فریسی یا ساترلندی) زبانی از گروه زبان‌های انگلو-فریسی از شاخه زبان‌های ژرمنی غربی و آخرین بازمانده از مجموعه زبان‌های فریسی شرقی است. گویشوران این زبان تنها حدود ۲۰۰۰ نفرند که در بخش ساترلند در منطقه کلوپنبورگ در ایالت نیدرزاکسن آلمان زندگی می‌کنند. این زبان ارتباط تنگاتنگی با دیگر زبان‌های فریسی یعنی فریسی شمالی و فریسی غربی (که به ترتیب در کشورهای آلمان و هلند بدان‌ها سخن گفته می‌شود) دارد.